# Некрасов, Игнат Фёдорович
Игна́т Фёдорович Некра́сов — донской атаман, один из активных участников Булавинского восстания и правая рука Кондратия Булавина. Лидер ушедших после подавления Булавинского восстания в Османскую Порту (на Кубань) казаков, названных в честь него некрасовцами.

## Биография
Казачий атаман, уроженец станицы Голубинской. Участвовал во взятии булавинцами Черкасска и руководил казнью свергнутого войскового атамана Лукьяна Максимова и приближённых к нему старшин. После провозглашения Кондратия Булавина атаманом Войска Донского (9 мая) был в 1708 году послан во главе повстанческого войска (3-5 тыс. человек) на Волгу. 13 мая Некрасов занял город Дмитриевск, который использовал как базу для рейда на Саратов (26 мая), однако появление лояльных власти Петра I калмыков заставило атамана отступить в Дмитриевск. 7 июня он захватил Царицын и перенёс туда свою резиденцию. Узнав о смерти Кондратия Булавина и о занятии Черкасска царскими войсками, вернулся на Дон и остановился в станице Голубинская.
В решающей битве в конце августа потерпел поражение и вынужден был увести своих людей (некрасовцев) на Кубань, в то время территорию Крымского ханства. С Кубани вплоть до своей смерти осуществлял вылазки на Дон и в южные уезды России, вместе с ногайцами нападал на донские казачьи городки и русские сёла. Основал несколько одноимённых деревень Некрасовка. Постепенно с казаками-некрасовцами в единое Кубанское казачье войско объединились старые кубанские казаки — бежавшие с Дона в конце XVII века старообрядцы (ахреяне). Способствовал подписанию мирного договора Крымского ханства и Российской империи.
Распространенное в литературе мнение о его смерти в 1737 году ошибочно. Судя по всему, он умер в конце второго десятилетия XVIII в. Год рождения также неизвестен.

## «Заветы Игната»
Заключив договор с крымским ханом, Некрасов учредил казачью республику, главным уставным документом которой являлись составленные им, согласно фольклорной традиции, «Заветы Игната» — утерянные в оригинале и передававшиеся устно, поэтому допускающие иногда незначительные разночтения.
«Заветы» требовали неизменно придерживаться старой веры, никонианское и греческое духовенство у себя не допускать, но и старообрядческих священников, не выполняющих волю Круга, также считать еретиками и изгонять, за богохульство дееспособных убивать, но юродивых, блажных и безумных не наказывать; помощь равным оказывать в тайне, чтобы о ней никто не знал. Помогать явно мог только Круг. Нищим разрешалось подавать открыто, но обязательно ту же пищу, что и дающий ест и сам. Для обеспечения порядка и защиты нравственности детей и женщин в поселениях категорически запрещались употребление, производство и продажа спиртных напитков; за непочтительное отношение к старшим полагалась порка; оскорбление родителей и непослушание им наказывались батогами. Главой семьи считался муж и отец, но он не должен был обижать жену; по её жалобе Круг мог наказать мужа и даже велеть священнику произвести развод; разврат и насилие над женщиной наказывались немилосердной поркой. Но за измену мужу неразведённую виновницу погребали в земле по шею или сажали «в куль да в воду»; такое же наказание устанавливалось для убийц; изменники также подлежали смертной казни, а за некоторые меньшие вины перед обществом Круг мог изгнать провинившегося. Изгнанник, немедленно не покинувший земли некрасовцев, считался вне закона, каждый мог его убить безнаказанно. Но если Круг, наказав провинившегося, снимал с него своим постановлением позорящее его пятно и считал дело ликвидированным, тогда больше никто не смел стыдить его отбытым наказанием.
Никто из игнат-казаков не мог пользоваться трудом соплеменника для личного обогащения. Треть дохода обязательно сдавалась в войсковую казну, которая расходовалась на Церковь, школы, оружие, помощь немощным, престарелым, вдовам, сиротам. Совершеннолетие казаков наступало с достижением восемнадцатилетнего возраста, после чего каждый мужчина приобретал полноту общественных прав и должен был лично участвовать в собраниях Круга и в военных предприятиях. Есаулом человека могли избрать только после 30 лет, полковником или походным атаманом - после 40 лет. На должности Войсковых атаманов можно было выбирать лишь казаков 50 лет и старше, притом выборы происходили после Красной горки, а срок полномочий ограничивался одним годом.

## Некрасовцы
Последователи Игната Некрасова, бывшие донские казаки, называли себя некрасовцами. На протяжении своей истории некрасовцы получили от своих соседей ряд экзоэтнонимов (внешних наименований): «кара-игнат» («чёрные Игнаты», так прозвали их ногайцы за чёрные кафтаны); «игнат-казаки» (в честь атамана так называли их турки); «ин’ат-казаки» («упрямые казаки» — часть некрасовцев в Малой Азии в XIX веке)